# راونا گورا (استان بورگاس)
راونا گورا (به بلغاری: Ravna Gora) یک منطقهٔ مسکونی در بلغارستان است که در شهرستان سوزوپول واقع شده‌است.